# Preptothauma oxydiata
Preptothauma oxydiata is een vlinder uit de familie van de Eupterotidae. De wetenschappelijke naam van de soort is voor het eerst geldig gepubliceerd in 1931 door Draudt.